# Ogasawara
Ogasawara-shotō (jap. 小笠原諸島 Ogasawara-shotō, hist. Bonin Islands, daw. pol. Bonin ) – należący do Japonii archipelag wulkanicznych wysp, leżących około 1000 km na południe od Tokio. Stanowi barierę oddzielającą Morze Filipińskie od Pacyfiku. Geograficznie stanowi część Mikronezji w Oceanii.

Flaga Ogasawara

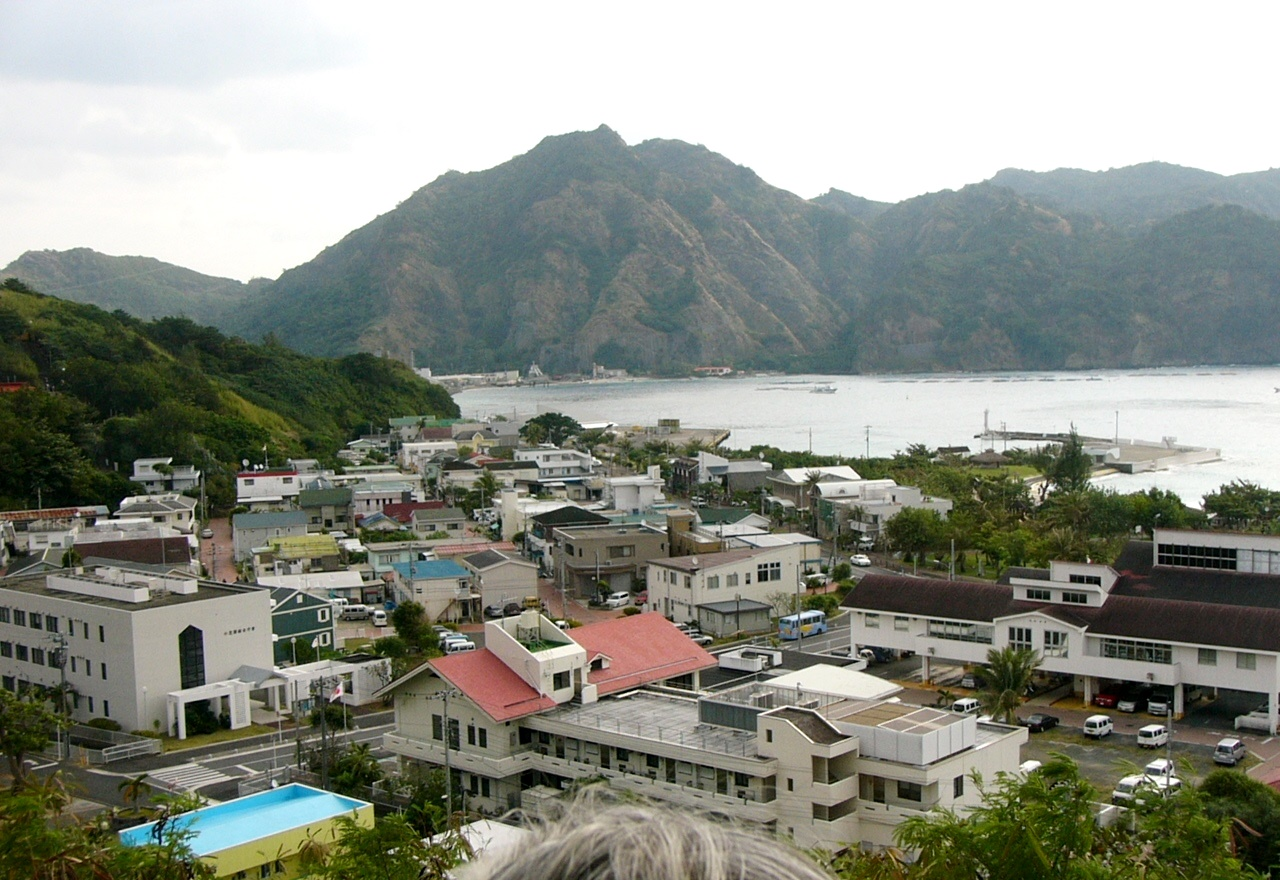
Ogasawara-mura

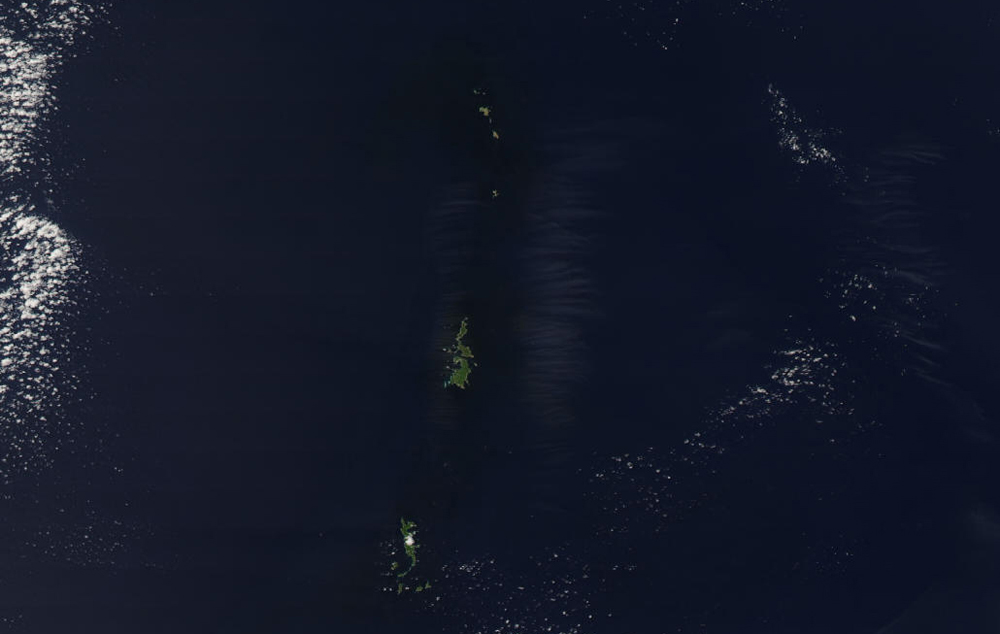
Wyspy Ogasawara – zdjęcie satelitarne

Ogasawara Shōto dzielą się m.in. na trzy mniejsze zgrupowania wysp: Mukojima Rettō, Chichijima Rettō i Hahajima Rettō, które noszą wspólną nazwę archipelagu Ogasawara-guntō. Pod względem administracyjnym do archipelagu zalicza się ponadto wyspy Kazan oraz pojedyncze wyspy Nishino-shima (na Morzu Filipińskim), Okino Tori-shima (na Morzu Filipińskim) oraz Minami Tori-shima (na Oceanie Spokojnym).
Administracyjnie wyspy są podprefekturą o nazwie Ogasawara-shichō (小笠原支庁), podlegającą metropolii tokijskiej.
W 2011 roku wyspy zostały wpisane na listę światowego dziedzictwa UNESCO. Z uwagi na wielość gatunków endemicznych i ich szczególne przystosowanie do warunków na archipelagu, wyspy określane są jako „Galapagos Orientu”.

## Nazwa
W XVII. w. japońscy rozbitkowie nazwali wyspy Mujinshima (dosł. „Bezludne Wyspy”) i nazwa ta została użyta w dziele Sangoku Tsūran Zusetsu autorstwa japońskiego uczonego Hayashiego Shihei (1738–1793), które nabył francuski sinolog Jean-Pierre Abel-Rémusat (1788–1832). Rémusat niepoprawnie odczytał słowo mujin (無人, pol. „bezludny”) jako bonin. Tłumaczenie to znalazło się najpierw w jego artykule opublikowanym w czasopiśmie naukowym „Journal des Savans”, a następnie zostało użyte na mapie Azji z 1818 roku autorstwa brytyjskiego kartografa Aarona Arrowsmitha (1750–1823), co przyczyniło się do utrwalenia nazwy. Nazwa Bonin Islands pozostawała w użyciu przez prawie 200 lat.
W dziele Hayashiego Shihei znalazła się legenda o odkryciu wysp w 1593 roku przez japońskiego pana feudalnego. W 1727 roku rōnin Kunai Sadatō Ogasawara zwrócił się do Siogunatu Tokugawów o pozwolenie na wysłanie statku na wyspy i zajęcie ich w imieniu swojego przodka – Sadayoriego Ogasawary (zm. 1625), który miał odkryć archipelag. Ogasawara uzyskał zgodę i w 1734 roku wysłał statek, który zaginął na morzu. Ogasawara zwrócił się o pozwolenie wysłania kolejnego statku, lecz siogunat po odkryciu nieścisłości w historii Ogasawary i potwierdzeniu braku jego związków rodzinnych z Sadayorim Ogasawarą, wygnał rōnina na banicję. W 1862 roku siogunat posłużył się historią odkrycia Ogasawary, by uwiarygodnić roszczenia Japonii do archipelagu. W tym samym roku zaczął używać nazwy Ogasawara i pod taką nazwą wyspy naniesiono na mapy jako terytorium Japonii.

## Geografia

### Położenie

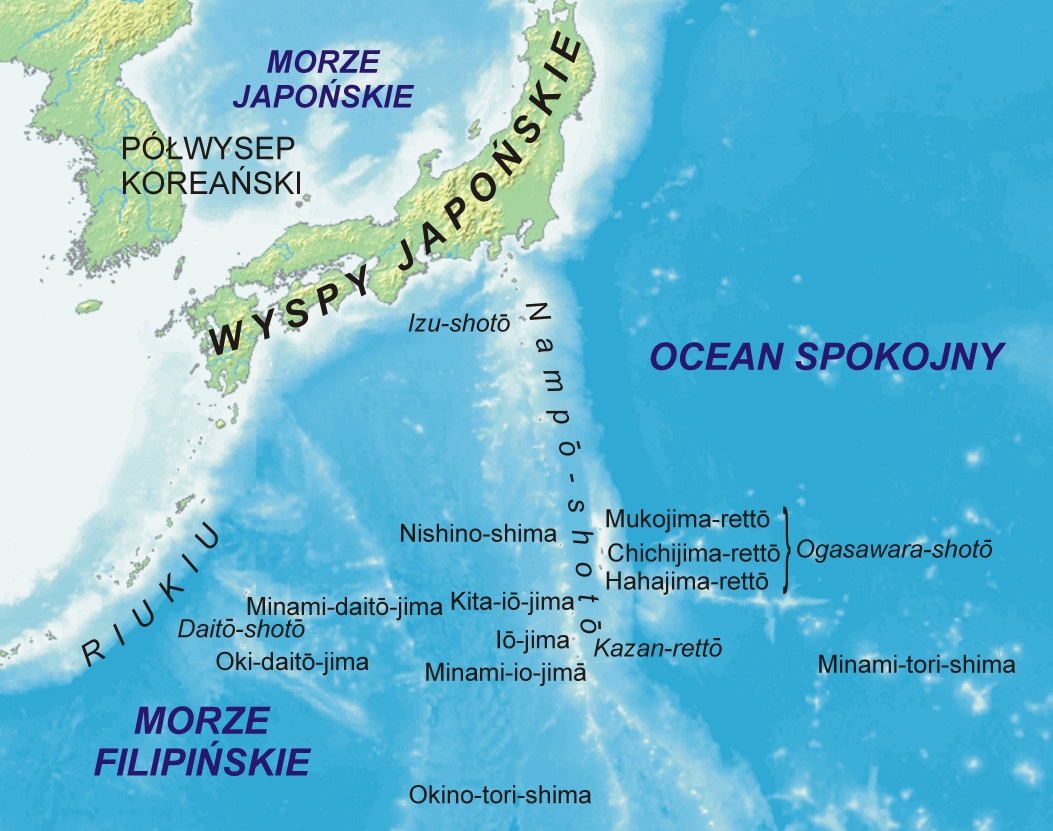
Ogasawara i wyspy przyległe

Złożony z ok. 30  wysp i wysepek Ogasawara-shotō leży w północno-zachodniej części Oceanu Spokojnego, ok. 1000 km na południe od Tokio , w strategicznym miejscu u progu Azji Wschodniej . Archipelag rozciąga się na długości ok. 400 km.
Obejmuje trzy główne grupy wysp 
, które noszą wspólną nazwę Ogasawara-guntō oraz mniejsze wyspy – w kierunku z północy na południe są to :
- Mukojima Rettō (hist.: Parry Group)[1]
  - Muko-jima (聟島, dosł. „Wyspa Narzeczonego”, pow. 2,56 km²[13])
  - Yome-jima (嫁島, dosł. „Wyspa Narzeczonej”)
  - Nakōdo-jima (媒島, dosł. „Wyspa Swatki”, pow. 1,37 km²[13])
  - Kita-no-shima (北之島, dosł. „Wyspa Północna”)
- Chichijima Rettō (hist.: Beechy Group)[14]
  - Chichi-jima (父島, dosł. „Wyspa Ojca”) (hist.: Peel Island)[14] – największa pod względem powierzchni wyspa archipelagu (pow. 23,45 km²[13])[9]
  - Ani-jima (兄島, dosł. „Wyspa Starszego Brata”, pow. 7,88 km²[13])
  - Otōto-jima (弟島, dosł. „Wyspa Młodszego Brata”, pow. 5,20 km²[13])
- Hahajima Rettō (hist.: Coffin Group; Baily Group)[1]
  - Haha-jima (母島, dosł. „Wyspa Matki”, pow. 19,88 km²[13]) (hist.: Coffin Island; Hillsborough Island)[14] – z najwyższym wzniesieniem w archipelagu[9] (Chibusayama 462 m n.p.m.[15])
  - Ane-jima (姉島, dosł. „Wyspa Starszej Siostry”, pow. 1,43 km²[13])
  - Imōto-jima (妹島, dosł. „Wyspa Młodszej Siostry”, pow. 1,23 km²[13])
- Kazan Rettō (także Iō Retto; hist.: Volcano Islands)[1]
  - Kita Iō-jima (北硫黄島, Kita-Iō-tō, dosł. „Północna Wyspa Siarki”, pow. 5,56 km²[13])
  - Iō-jima (硫黄島, Iō-tō, dosł. „Wyspa Siarki”, pow. 23,73 km²[13]) (hist. Iwo Jima)[14]
  - Minami Iō-jima (南硫黄島, Minami-Iō-tō, dosł. „Południowa Wyspa Siarki”, pow. 3,54 km²[13]) (hist.: San Augustio Island)[14]
- trzy odizolowane wyspy:
  - Nishi-no-shima (西之島, dosł. „Wyspa Zachodnia”, pow. 2,89 km²[13])
  - Minami Tori-shima (南鳥島, dosł. „Południowa Wyspa Ptaków”, pow. 1,46 km²[13]) (hist.: Marcus Island)[14] – najdalej na wschód wysunięty punkt Japonii[12] 
  - Okino Tori-shima (dosł. „Wyspa Ptaków Otwartego Morza”) (hist.: Parece Vela)[14] – najdalej na południe wysunięty punkt Japonii[12]

Pod względem administracyjnym wyspy należą do prefektury stołecznej Tokio   – są podprefekturą o nazwie Ogasawara-shichō (小笠原支庁). Częścią podprefektury jest samodzielna jednostka wiejska Ogasawara-mura (小笠原村, Ogasawara-Wieś), o powierzchni 106,88 km², która w 2020 r. miała 2 932 mieszkańców . Jedynie dwie wyspy są zamieszkane – Chichi-jima i Haha-jima . Powierzchnia wysp Ogasawara (w ścisłym sensie, czyli 3 głównych grup wysp) wynosi 69,52 km², wysp Kazan (Kazan-rettō) 33,01 km², wyspy Nishino-shima 2,89 km² i wyspy Minami Tori-shima 1,46 km².

### Geologia i ukształtowanie terenu
Archipelag powstał ok. 50 milionów lat temu i wraz z płytą filipińską uległ przemieszczeniu na północ. Nadal „wędruje” na północny zachód, w tempie ok. 4 cm na rok.
Razem z Marianami oraz wyspami Izu jest częścią struktury geologicznej określanej mianem łuku wyspowego (ang. Izu-Ogasawara-Mariana Arc), który znajduje się ponad strefą subdukcji między płytą filipińską, a „wsuwającą się” pod nią płytą pacyficzną, tworząc przy tym na wschód od wysp głęboki rów oceaniczny – Izu-Ogasawara.
Powstałe w wyniku wzmożonej aktywności wulkanicznej wyspy zbudowane są ze skał magmowych, przede wszystkim andezytu, którego lokalna odmiana zwana jest boninitem, od nazwy „bunin”, która jest zdeformowaną wersją słowa „munin” (pol. „bezludny”). Skała ta charakteryzuje się znaczną zawartością tlenku magnezu, obecnością piroksenów i brakiem plagioklazy. Wyspy są również miejscem występowania ofiolitów, wychodni skał magmowych utworzonych pod dnem oceanicznym i w różnym stopniu przeobrażonych.
W wyniku długotrwałej erozji typowe formy wulkaniczne takie jak kratery nie są już widoczne.
Większość wysp ma strome, trudno dostępne linie brzegowe, często w postaci klifów, których wysokość wynosi przeważnie od 50 do nawet 100 m, a więc niewiele plaż. Ponadto wiele wysp otoczonych jest rafą koralową, stanowiącą dodatkową barierę ochronną. Najwyższy punkt archipelagu (463 m n.p.m.), znajduje się na wyspie Haha-jima.

### Klimat
Na wyspach panuje klimat podzwrotnikowy. Występują tu dwie pory deszczowe, w okresie maj-czerwiec oraz październik-listopad, oraz jedna pora sucha w lipcu i sierpniu.
Średnia temperatura roczna wynosi 22,9 °C, najwyższa – 27,6 °C – występuje w sierpniu, a najniższa – 17,6 °C w lutym. W okresie 1966–1997 średnie roczne opady na Chichi-jima wynosiły 1268 mm, znacznie mniej niż wartości odnotowane na początku XX w. – 1609 mm (1907–1939). Archipelag nawiedza kilka tajfunów rocznie.

### Flora i fauna
Izolacja archipelagu spowodowała, że na wyspy dotarło niewiele gatunków z kontynentu azjatyckiego czy Japonii. Ogasawara-shotō charakteryzują się relatywnie ubogą bioróżnordonością. Występuje tu ok. 330 rodzimych gatunków roślin naczyniowych
, dwa gatunki kręgowców lądowych, 15 ptaków, 800 owadów i 100 ślimaków. Na wyspach nie występowały naturalnie wielkie ssaki, żaby i ryby słodkowodne
.
Z uwagi na izolację na wyspach wykształciło się wiele gatunków endemicznych. Około 40% wszystkich roślin, w tym 70% drzew, to endemity. Endemitami są jeden rodzaj, 4 gatunki i 5 podgatunków ptaków. 30% wszystkich gatunków owadów i ponad 90% gatunków ślimaków to gatunki endemiczne.
Z uwagi na wielość gatunków endemicznych i ich szczególne przystosowanie do warunków na archipelagu, wyspy określane są jako „Galapagos Orientu”.

#### Flora

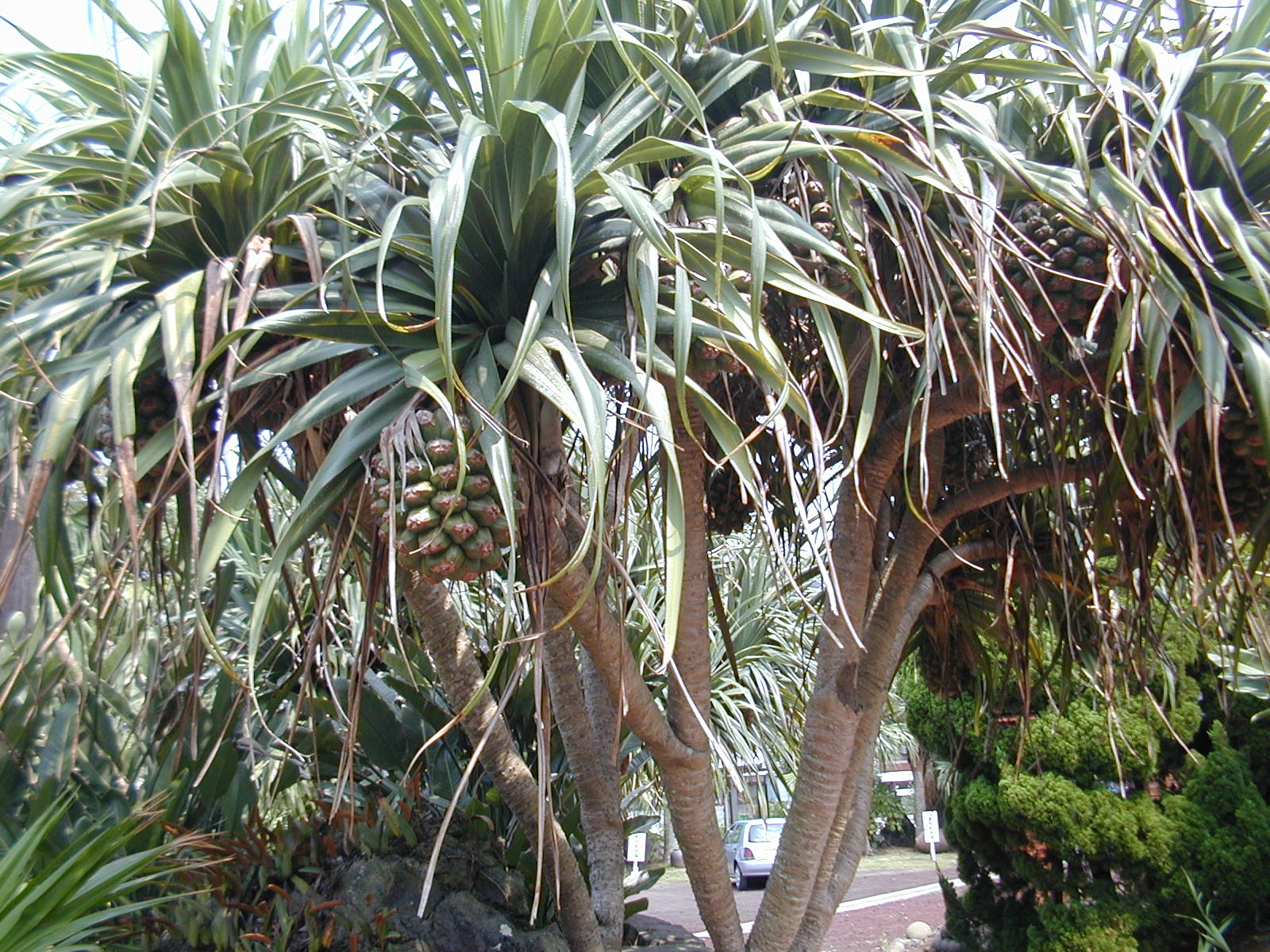
Pandanus boninensis – endemiczny gatunek

Na wyspach można wyróżnić dwie zasadnicze zbiorowości leśne:
- Subtropikalny las deszczowy[24] – dominują tu rośliny z rodzaju Elaeocarpus i Ardisia, które zajmują wilgotne nizinne obszary z glebami o znacznej miąższości. Lasy te stanowią zwarty kompleks z drzewami urastającymi do 20 m (gatunki tak jak: Elaeocarpus photiniaefolius, Ardisia sieboldii, Pisonia umbellata, Pouteria obovata, Melia azedarach, Hibiscus tiliaceus i Celtis boninensis)[25]. Niemniej jednak jeszcze przed II wojną światową, w wyniku gospodarczej działalności człowieka lasy tego typu zostały niemal całkowicie zniszczone ustępując miejsca rolnictwu[25]. Po wojnie pola uprawne zostały opuszczone i zarosły drzewami iglastymi z gatunku Pinus luchuensis i wieczniezielonymi Schima mertensiana[25]. W latach 80. XX w. wszystkie drzewa sosnowe umarły wskutek ataku nicieni[25]. [23].

- Las zawsze zielony twardolistny[26] – na wyżej położonych terenach, gdzie gleby mają mniejszą grubość, występują suche, zwarte lasy z drzewami z rodzaju Distylium i Raphiolepis[25]. Osiągają one wysokość 4–8 m (gatunki takie jak: Distylium lepidotum, Rhaphiolepis umbellata, Schima mertensiana, Livistona chinensis, Syzygium buxifolium i Pandanus boninensis)[25]. Na obszarach bardziej zamglonych i zachmurzonych, z dobrze wykształconymi glebami, występują przede wszystkim rośliny z rodzaju Distylium i Schima oraz większość rzadkich, miejscowych gatunków, takich jak Pandanus boninensis, Syzygium buxifolium[27]. Natomiast tam, gdzie podłoże jest zbliżone do skalistego, a zachmurzenie na ogół niewielkie, dominują drzewa z rodzajów Raphiolepsis i Liwistona oraz z rodzajów Ardisia i Ochrosia[27].

#### Fauna

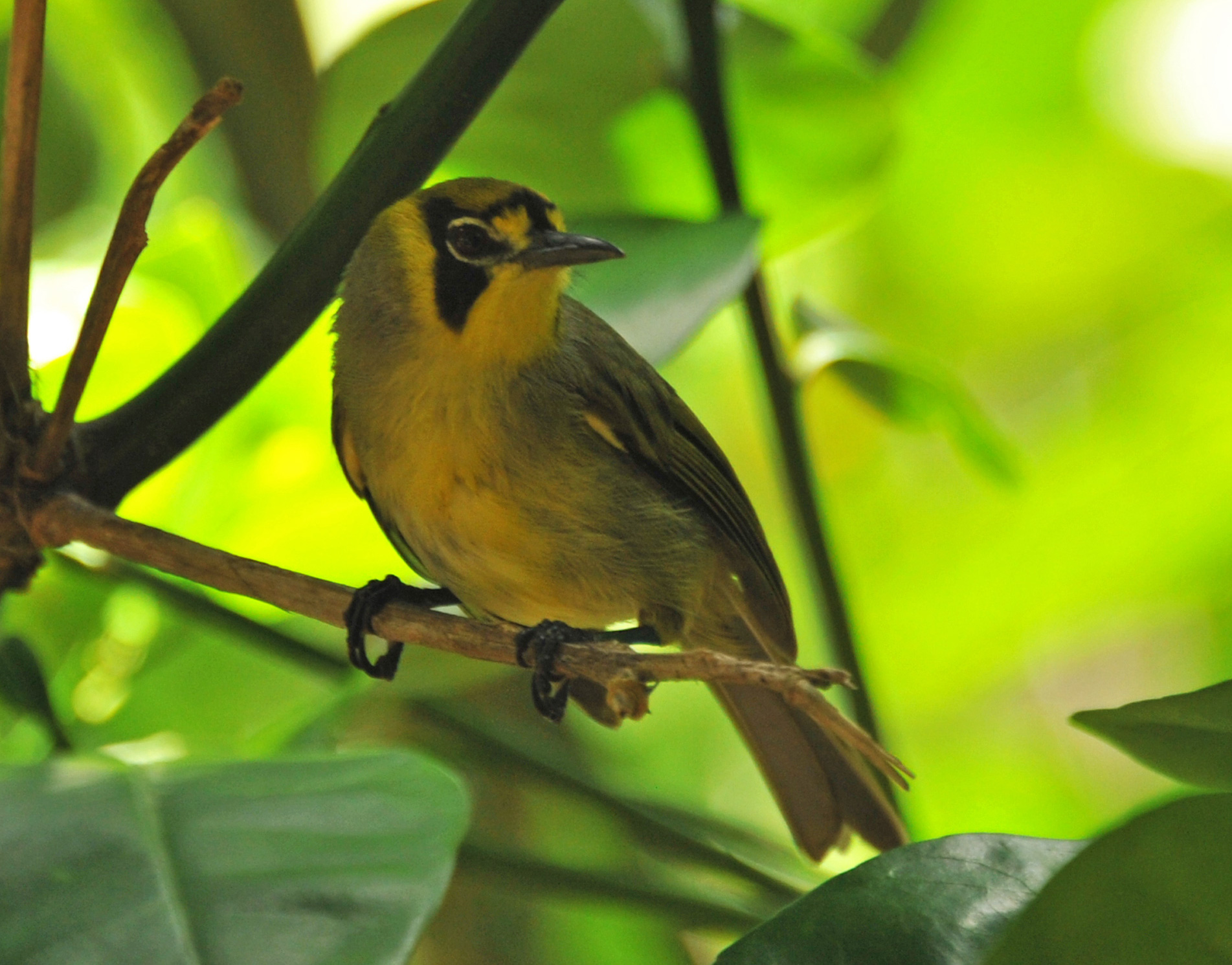
Boninka Apalopteron familiare

Na wyspach występuje jeden rodzimy gatunek ssaków – nietoperz z rodzaju rudawek – rudawka bonińska (Pteropus pselaphon). Jest zaliczany do gatunków krytycznie zagrożonych. W wodach archipelagu zaobserwano 23 gatunki waleni; m.in. gatunki zagrożone takie jak płetwal czerniakowy, płetwal błękitny czy waleń japoński, i gatunki narażone takie jak płetwal zwyczajny.
Fauna wysp zdominowana jest przez ptaki – zaobserwowano tu 195 gatunków, z czego 14 wpisanych do czerwonej księgi gatunków zagrożonych. Na wyspach gniazdują 22 gatunki rodzimych ptaków lądowych, m.in. boninka Apalopteron familiare – endemiczny gatunek z rodziny szlarników czy endemiczny podgatunek gołębia czarnego gołąb purpurowy Columba janthina nitens. Gniazduje również 16 gatunków ptaków morskich, m.in. albatros ciemnolicy, albatros czarnonogi i nawałnik wędrowny.
Na wyspach występują dwa gatunki gadów – jaszczurki Cryptoblepharus nigropunctatus i Perochirus ateles.

## Historia
Pierwszym Europejczykiem, który dostrzegł archipelag był hiszpański żeglarz i odkrywca Bernardo de la Torre – Welsch (2004) dowiódł, że Torre odkrył wyspę Haha-jima 2 października 1543 roku , którą nazwał La Farfana (dosł. „sierota”). Nazwa ta znalazła się na mapie flamandzkiego kartografa Gerarda Merkatora (1512–1594) z 1695 roku, a następnie na mapach autorstwa innego kartografa flamandzkiego Abrahama Orteliusa (1527–1598).
Tradycyjnie jednak przyjmuje się, że archipelag odkrył w 1593 roku Sadayori Ogasawara (zm. 1625), wnuk Nagato Ogasawary, władcy zamku Matsumoto . Sadayori Ogasawara zajął wyspy w imieniu Siogunatu Tokugawów, lecz pozostały one niezamieszkane . Legenda o odkryciu wysp przez japońskiego pana feudalnego została przytoczona w dziele Sangoku Tsūran Zusetsu z 1786 roku autorstwa japońskiego uczonego Hayashiego Shihei (1738–1793).
W 1639 roku do wysp dotarli holenderscy żeglarze Abel Tasman (1603–1659) i Matthijs Quast (zm. 1641), wysłani przez gubernatora kolonii holenderskich na Dalekim Wschodzie Antonio van Diemena (1593–1645) na poszukiwanie mitycznego złota i srebra u wschodnich wybrzeży Japonii. Wyprawa skarbów nie znalazła, ale za to dotarła do archipelagu, który omyłkowo wzięła za wyspy naniesione już na ich mapy. Późniejsze badania wykazały, że był to Ogasawara-shotō.
W 1670 roku przy wyspie Haha-jima rozbił się japoński statek towarowy Tenmasen. Rozbitkowie dotarli na ląd, który zastali niezamieszkany i nazwali Mujinshima (dosł. „Bezludne Wyspy”).
W 1675 roku wyspy badał przez 20 dni Shimaya Ichizaemon wysłany przez siogunat Tokugawów. Ichizaemon sporządził serię map archipelagu, który nazywał Mujinshima. Wyprawa badała wyspy pod względem geograficznym, geologicznym i przyrodniczym, zbierając szereg okazów roślin i ptaków. Na wyspach Chichi-jima i Haha-jima zamontowano drewniane tabliczki, zajmując je dla siogunatu. Ekspedycja Ichizaemona mogła zostać zainspirowana mitem o wyspie złota, która miała leżeć na południowy wschód od Honsiu i której poszukiwali również Holendrzy, Portugalczycy i Hiszpanie.
Pierwszy raport o archipelagu, który dotarł do Europy sporządził niemiecki przyrodnik i podróżnik Engelbert Kaempfer (1651–1716), który przybył do Japonii w 1690 roku.
W XVIII w. wyspy były wielokrotnie widziane przez Europejczyków, m.in. przez żeglarzy hiszpańskich. Archipelag pojawiał się na mapach europejskich od XVI w. pod różnymi nazwami i o różnej lokalizaji.
W 1785 roku ukazało się dzieło Sangoku Tsūran Zusetsu autorstwa japońskiego uczonego Hayashiego Shihei (1738–1793) traktujące o geopolitycznym położeniu Japonii, w którym autor opisał klimat i żyzność archipelagu, postulując jego kolonizację przez Japonię. Pracę Shihei przetłumaczył jako pierwszy Isaac Titsingh (1745–1812), a jej fragmenty przetłumaczył również francuski sinolog Jean-Pierre Abel-Rémusat (1788–1832), który w swojej publikacji zawarł także mapę archipelagu z 1675 roku.
Na początku XIX w. na wyspach zatrzymywały się zagraniczne statki wielorybnicze, okręty i statki badawcze. W 1824 roku do wyspy Haha-jima dotarł brytyjski statek wielorybniczy „Transit”, dowodzony przez Amerykanina Jamesa Coffina z portu wielorybniczego Nantucket w stanie Massachusetts. Coffin nazwał dwie wyspy na cześć swoich pracodawców – Fisher (Haha-jima) i Kidd (Muko-jima), oraz dwie kolejne Pigeon Island (Hira–jima) i South Island (Ane–jima). Coffin nie zajął wysp ani dla Wielkiej Brytanii ani dla Stanów Zjednoczonych. W 1825 roku kolejny brytyjski statek wielorybniczy „Supply” przybył na wyspy w środkowej części archipelagu – załoga, chociaż zostawiła drewnianą tablicę upamiętniającą jej pobyt, również nie zajęła wysp dla Wielkiej Brytanii. W 1826 roku, inny statek wielorybniczy, „William”, wpadł na skały koło wyspy Chichi-jima i wkrótce zatonął. Załoga uratowała się i po pewnym czasie podjął ją z wyspy inny statek. Na lądzie pozostało dwóch marynarzy, którzy z drewna z wraku statku zbudowali sobie chatę. Przetrwali tu do czerwca 1827 roku, gdy u brzegu wyspy zjawił się brytyjski okręt wojenny „Blossom” pod dowództwem angielskiego geografa i oficera marynarki, kapitana Fredericka Williama Beecheya (1796–1856).
Beechey proklamował wyspy posiadłością korony brytyjskiej, zostawiając miedzianą tabliczkę, informującą o tym fakcie. Zbadał archipelag i nadał im nazwy Perry Islands (Mukojima Rettō), Peel Island (Chichijima Rettō) i Baily Islands (Hahajima Rettō). W swoim raporcie o wyspach opisywał bogactwo fauny, m.in. wielką liczebność żółwi, ryb i skorupiaków. Na wyspach zostało dwóch członków załogi, których podjął w 1828 roku rosyjski statek „Seniävin” pod dowództwem Fiodora Litkego (1797–1882).
W 1830 roku brytyjski konsul na Sandwich Islands Richard Charlton (1791–1852) wsparł ekspedycję kolonizacyjną na wyspy. Pierwszymi osadnikami było 5 migrantów z Zachodu i ponad 10 rdzennych mieszkańców z Hawajów i innych wysp Pacyfiku, którzy osiedlili się na wyspie Chichi-jima w 1830 roku. Zajmowali się zbieraniem owoców i warzyw, polowaniem na zwierzęta morskie i zaopatrywaniem wielorybników w mięso żółwi morskich i wodę pitną. Wśród osadników znalazł się m.in. Amerykanin Nathaniel Savory (1794–1874), późniejszy szef samorządu kolonistów.
14 czerwca 1853 roku do wyspy Chichi-jima przybiły statki amerykańskie pod dowództwem komandora Matthew Perry’ego (1794–1858), który zatrzymał się tu na kilka dni w drodze ku Wyspom Japońskim dokąd płynął z misją rządu amerykańskiego celem nawiązania kontaktów handlowych z Japonią. Perry zbadał wyspy pod względem geograficznym i topograficznym. Planował wykorzystanie wysp do zaopatrywania statków pływających na długich dystansach – uważał, że wyspa Chichi-jima świetnie nadawała się do założenia tu stacji dla parowców kursujących między Stanami Zjednoczonymi a Hongkongiem. Zakupił od Savory’ego tereny nadbrzeżne, by wybudować port. Podarował również osadnikom krowy, byki, owce i kozy oraz obiecał przywiezienie im nasion i narzędzi.
Perry uważał, że archipelag należy się Stanom Zjednoczonym, ponieważ został odkryty przez Coffina. W październiku 1853 roku wysłał na wyspy komandora Johna Kelly’ego, by uzyskać pomoc osadników w charakterze przewodników oraz by zbadać i zająć dla Stanów Zjednoczonych południową grupę (Hahajima Rettō) wysp. Kelly miał również nadać wyspom amerykańskie nazwy – Coffin Islands a największą wyspę nazwać Hillsborough (Haha-jima). Kelly proklamował wyspy posiadłością amerykańską, zostawiając tabliczkę, informującą o tym fakcie. Perry zmarł wkrótce po powrocie z wyprawy do Japonii i jego plany wobec archipelagu nie zostały zrealizowane.
Plany Perry’ego obudziły zainteresowanie Japonii, która chciała zapobiec powstaniu amerykańskiego portu . W XIX w. Japonia zajmowała archipelag dwukrotnie . Po raz pierwszy w 1861 roku – przedstawiciel siogunatu, powołując się na odkrycia Ogasawary, proklamował archipelag posiadłością Japonii . Przywieziono osadników japońskich, którzy jednak po 18 miesiącach opuścili wyspy wskutek niepokojów w Japonii podczas incydentu w Namamugi . Po raz drugi Japonia proklamowała wyspy swoją posiadłością w 1875 roku, wysyłając czterech komisarzy i informując o swoich planach konsula brytyjskiego . Wielka Brytania nie oponowała . W 1876 roku wyspy zostały uznane na arenie międzynarodowej jako część terytorium Japonii.

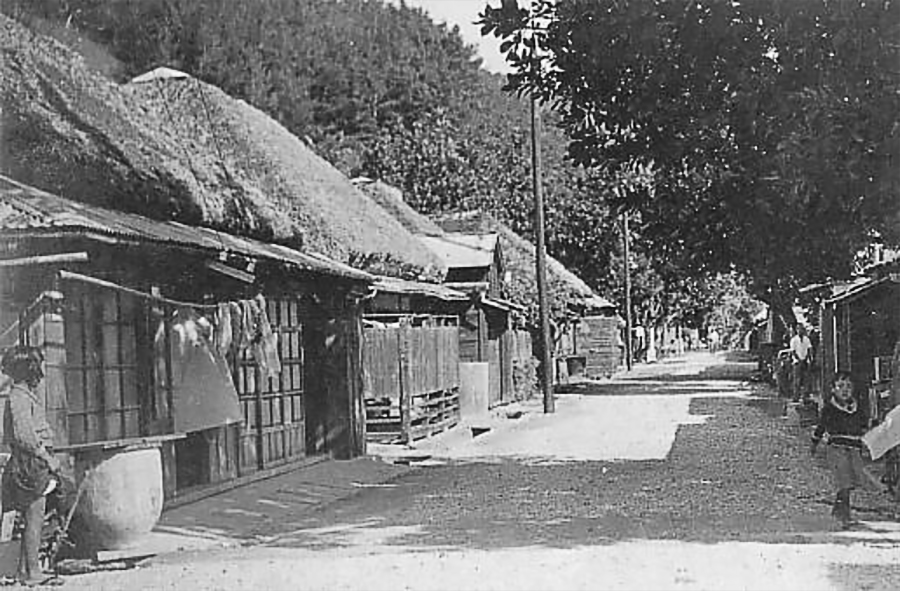
Ogasawara, zdjęcie osady wykonane w okresie międzywojennym

W latach 30. XX w. Japończycy – doceniając strategiczne znaczenie archipelagu – przystąpili do umacniania wysp. W 1939 roku na wyspie Chichi-jima wybudowano bazę lotniczą. W 1944 roku w obliczu niepowodzeń militarnych Japonii wszyscy cywilni mieszkańcy wysp (6886 osób) zostali ewakuowani na Wyspy Japońskie.
Po kapitulacji Japonii we wrześniu 1945 roku wyspy przeszły pod kontrolę aliantów reprezentowanych przez wojska amerykańskie. W 1946 roku pozwolono na powrót części ewakuowanych mieszkańców – mieszkańców zachodniego pochodzenia.
Wyspy zostały zwrócone japońskiej administracji w 1968 roku, wtedy też powróciła pewna liczba pozostałych wysiedleńców, jak i zaczęli przybywać nieliczni nowi osadnicy. W 1969 roku wprowadzono 5-letni zagospodarowania archipelagu, który następnie przedłużono o 5 lat, by wesprzeć rozwój regionu. Pomimo to populacja wyspy nie rosła i nie udało się tu rozwinąć przemysłu.
W latach 70. XX w. większość wysp i wód przybrzeżnych objęto ochroną w ramach powstałego w 1972 roku Parku Narodowego Ogasawara.
W 2011 roku wyspy zostały wpisane na listę światowego dziedzictwa UNESCO.

## Gospodarka
Najważniejszą gałęzią jest rozwinięta turystyka, częściowo w granicach parku narodowego .
Grunty orne zajmują jedynie 73 km² – pozostały teren jest zalesiony z zasobami m.in. drewna cedrowego, palisandrowego i sandałowego, a także drzewa żelaznego . Na wyspach uprawiana jest trzcina cukrowa, banany, ryż, tytoń i palmy kokosowe . Rozwinęło się tu też rybołówstwo, bazujące głównie na połowach tuńczyka .

## Transport
Z przystani Takeshiba (dzielnica Minato) w północnej części Zatoki Tokijskiej odchodzi, należący do OgasawaraKaiun Co., Ltd., cztery bądź pięć razy w miesiącu statek pasażerski Ogasawara Maru, którego rejs do Chichi-jimy przy dobrej pogodzie trwa 24 godziny. Statek oddany do użytku w 2016 roku ma 150 m i 20 m szerokości. Pomiędzy wyspami Chichi-jima i Haha-jima (2 godz.) kursuje statek Hahajima Maru.
Ogasawara nie mają portu lotniczego, jakkolwiek w przeszłości Ani-jima i Chichi-jima były rozważane jako miejsce jego lokalizacji. Z uwagi jednak na występowanie wielu rzadkich lub zagrożonych wyginięciem roślin tworzących unikatowy ekosystem, koncepcję zarzucono.
Ponieważ podróż z Ogasawara do głównych japońskich wysp jest znacząco utrudniona, w związku z tym w nagłych wypadkach, takich jak poważna choroba, informacja o tym jest przekazywana do bazy Japońskich Morskich Sił Samoobrony na Iwo Jimie i stamtąd wysyłany jest śmigłowiec. Istnieje także możliwość wysłania stacjonujących w Iwakuni na Honsiu samolotów Japońskich Powietrznych Sił Samoobrony, takich jak wodnosamolot PS-1 Shin Meiwa, który jest używany również przez osobistości jak np. tokijskiego gubernatora.
Na Chichi-jimie kursuje autobus oraz taksówki. Możliwe jest również czasowe wynajęcie samochodu, skutera, bądź roweru. Transport samochodu z głównych wysp japońskich jest niezmiernie trudny i kosztowny.

## Archipelag w kulturze
Archipelag stanowił pierwowzór dla Sevii Islands występujących w grach z serii Pokémon, a wchodząca jakoby w skład Ogasawara Wyspa Potworów jest znana z kolejnych odsłon opowieści o Godzilli.